# ジェイムズ・グラハム (初代モントローズ侯爵)

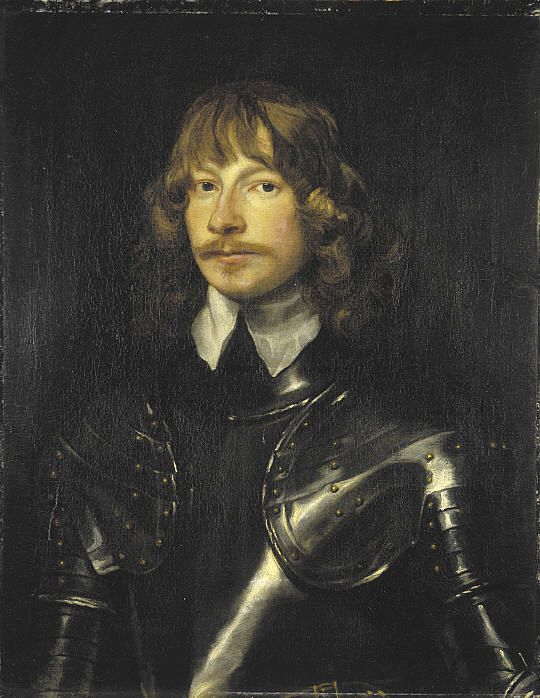
初代モントローズ侯爵ジェイムズ・グラハム

初代モントローズ侯爵ジェイムズ・グラハム（James Graham, 1st Marquess of Montrose, KG, 1612年 - 1650年5月21日）は、清教徒革命（イングランド内戦）期のスコットランド貴族である。父は第4代モントローズ伯爵ジョン・グラハム、母は初代ガウリ伯爵ウィリアム・リヴァンの娘マーガレットで、ダンディー子爵ジョン・グラハムは同族に当たる。
国民盟約の成立に主導的役割をはたし、始めは盟約派、後に王党派としてスコットランド内戦の戦いを指揮した。一時はスコットランド平定に迫ったが、敵となった盟約派の反撃で敗北、再起を図るも失敗し最終的に処刑された。

## 生涯

### 国王の宗教政策に反抗
1626年、父の死によって襲爵し第5代モントローズ伯となり、セント・アンドルーズ大学に学んだ。1629年、17歳でマグダレーン・カーネギー（初代サウスエスク伯爵デイヴィッド・カーネギーの娘）と結婚、4人の子を儲けた。
イングランド王兼スコットランド王チャールズ1世のイングランド国教会形式の祈祷書実施と監督制強行に強く反発し、有志を募って1638年にアーガイル伯爵（後に侯爵）アーチボルド・キャンベルとアレクサンダー・レズリー（後にリーヴェン伯爵）らと共に国民盟約を結成して長老派教会（長老制）堅持と監督制阻止を掲げた。チャールズ1世は盟約派討伐のため軍をスコットランドに向かわせ翌1639年から2度に渡る主教戦争が勃発した。
しかし第1次主教戦争でほとんど戦闘は行われず、戦況不利を見て取った王党派のスコットランド貴族ハミルトン侯爵（後に公爵）ジェイムズ・ハミルトンの働きかけでベリック条約が結ばれた。この間モントローズ伯は北へ向かい、同じく王党派の貴族で北東の都市アバディーンを乗っ取ったハントリー侯爵ジョージ・ゴードンをディー橋の戦いで捕らえ、アバディーンを奪還しハントリー侯をエディンバラへ送っている。
1640年の第2次主教戦争はレズリーが国王軍をニューバーンの戦いで撃破したことによりリポン条約が結ばれ、盟約派はチャールズ1世から領土割譲と賠償金、監督制撤回を勝ち取りスコットランドを平定した。だが戦後に盟約派は二派に分かれ、スコットランドの自治を主張する者（強硬派）と長老制さえ確保できれば国王のもとにあるべきとする者（穏健派）に分裂し、モントローズ伯は穏健派の代表格であったが強硬派のアーガイル伯と対立、逮捕・監禁されてしまった。1641年に盟約派との和睦を求めたチャールズ1世の介入で釈放、アーガイル伯は侯爵に昇叙、レズリーもリーヴェン伯爵に叙せられスコットランドとイングランドは表面的に平和になったが、主教戦争の戦費を巡りチャールズ1世はイングランド議会（短期議会・長期議会）と対立、両者の対立はイングランド内戦へと繋がった。

### 王党派へ転向
盟約派内の対立は内戦になったばかりか、1642年から始まった第一次イングランド内戦の余波がスコットランドにもおよび、モントローズ伯ら穏健派は王党派についた。一方のアーガイル侯・リーヴェン伯ら強硬派は議会派と連携することを計画、1643年9月25日にアーガイル侯の主導で盟約派と議会派が厳粛な同盟と契約を締結、リーヴェン伯率いる援軍がイングランドへ派遣された。対するモントローズ伯はスコットランドが盟約派の下で反王党派が優勢になる中、勢力が弱い王党派に属し孤立していたが、同盟締結前の2月にイングランドへ行きヨークにいた王妃ヘンリエッタ・マリア・オブ・フランスと接触しスコットランドでの蜂起を提案した。
だが他の王党派とそりが合わず、オックスフォードで滞在していたチャールズ1世の側近で因縁があるハミルトン公と対スコットランド戦略で対立、ヘンリエッタ・マリアとも不仲になりヨークを離れ、一旦スコットランドに帰国した。そこで聞いた盟約派と議会派の同盟と援軍の話を国王に伝えるため再びイングランドへ行き、オックスフォードでチャールズ1世の側近となり、ハミルトン公と弟のラナーク伯爵ウィリアム・ハミルトンを讒言で失脚させ、代わりに王党派に加わったアイルランド・マクドナルド氏族首長でアイルランド貴族のアントリム伯ランダル・マクドネルと共にスコットランド挙兵計画を練り上げた。
1644年、チャールズ1世から侯爵に昇叙されたモントローズ伯はスコットランド総督に任命され、1月から北イングランドで挙兵の準備を進めた（アントリム伯はアイルランドで徴兵）。3月に主教戦争で敵だったハントリー侯が再びアバディーンを占領すると呼応、徴集した兵を率いて国境を越えスコットランドへ侵入した。ところが盟約派が素早く軍を差し向けたためハントリー侯は逃亡、モントローズ侯もイングランド国境のカーライルへ撤退した。王党派の蜂起は防がれアイルランドからの援軍も来ない中カーライルで待機、7月にアントリム伯が親戚のアラスデア・マッコーラと共に1100人と少数ながら援軍を連れてスコットランドに上陸すると、僅か3人だけで変装して再び越境、北上した末にスコットランド中部でテイ川流域の町ブレア・アソルでアントリム伯らと合流、8月に国王の軍旗を掲げ改めて挙兵した。

### スコットランド平定に邁進
モントローズ侯の軍はアイルランド兵とハイランド地方の兵（ハイランダー）からなる少数かつ寄せ集めの部隊で、指揮権はそれぞれ独立している、装備も貧弱という問題が多かったが、モントローズ侯は地形を利用した作戦とゲリラでカバーする方針に出た。緒戦のティパミュアの戦いは湿地帯に誘い込んで相手の騎兵隊の動きを止め勝利に繋げ、アバディーンの戦いでも盟約派を破り、スコットランド中を荒らし回りつつ山や沼などに潜伏して追跡をかわし、冬に入ると強行軍で山越えで西部へ進出、アーガイル侯の拠点アーガイル・アンド・ビュートでも略奪し盟約派を大いに動揺させた。
アーガイル侯が奪還に向かうと一旦ネス湖へ北上、そこから南下し1645年2月2日のインヴァロッヒーの戦いでアーガイル侯の軍を撃破した。それからウィリアム・ベイリーの追跡を振り切って北や東へ転戦した後に南下、8月15日のキルシスの戦いで大勝を飾り、アーガイル侯ら盟約派がイングランドへ逃亡した後はグラスゴーへ入りチャールズ1世の名で議会召集を図るまでになり、連戦連勝を重ねたモントローズ侯の軍事的名声は絶頂に達した。しかしここに至るまで犠牲も大きく、モントローズ侯の息子の1人が行軍中に死亡、ハントリー侯に代わり王党派に合流した長男のジョージ・ゴードン卿が7月2日のアルフォードの戦いで戦死するなど王党派の被害は少なくなかった。チャールズ1世はモントローズ侯に期待して合流すべく北上したが、先立つ6月14日のネイズビーの戦いで議会派に大敗、再起が難しい状況になっていた。
この頃になると盟約派も反撃を考え、イングランドからリーヴェン伯の派遣軍がスコットランドに戻ることが決まると、モントローズ侯も迎え撃とうとしたが、麾下のハイランダーやマッコーラが勝手に軍から離脱、急速に弱体化してしまった。それでも迎撃しようとしたが9月13日、リーヴェン伯の甥デイヴィッド・レズリーの軍にフィリップホフの戦いで敗れ、姿をくらました。モントローズ侯の脅威は未だ消えず、盟約派はしばらくモントローズ侯の再起に怯え、王党派は合流の希望を捨てなかったが、やがて敗報が届くとチャールズ1世は合流を諦めオックスフォードへ戻り、1646年4月にオックスフォードも危険になると脱出したが盟約派の軍に連行された。モントローズ侯は尚もスコットランドで戦い続けたが、盟約派の捕虜となったチャールズ1世の命令で軍を解体、ノルウェーへ亡命した。

### 再起、処刑
亡命してからは行く先々で英雄として歓迎され、大陸を転々とした末にオランダのハーグでチャールズ王太子（後のチャールズ2世）に迎えられて他の王党派と合流した。1649年1月30日にチャールズ1世が処刑されると悲憤のあまり議会派への憎悪を込めた短詩を書いている。チャールズ1世処刑はスコットランドの大部分で反発を引き起こし、かつて敵であったアーガイル侯・リーヴェン伯・レズリーら盟約派も王党派と手を組み、チャールズ2世の即位を承認しイングランド共和国打倒を目指した。
だが、盟約派は国教会主義の放棄とイングランド・スコットランド・アイルランドを含む長老派教会の受け入れおよびモントローズ侯ら王党派の排除をチャールズ2世に迫り、後ろ盾がないチャールズ2世は屈して条件を受け入れた。翌1650年にオークニー諸島で挙兵したモントローズ侯はチャールズ2世のこの裏切りにあって孤立し、4月27日のカービスデイルの戦いで再びレズリー率いる盟約軍の奇襲を受けて敗走、オークニー諸島へ戻る途中で捕えられ、馬上に括り付けられ見世物にされる屈辱を強いられた。そして5月21日にエディンバラでアーガイル侯によって処刑され、遺体は各地にばらばらに分散された。

## 死後
王党派を排除してチャールズ2世を手中に収めた盟約派はスコットランドの実権を握ったが、それも長く続かなかった。第三次イングランド内戦が勃発しオリバー・クロムウェル率いる共和国軍がスコットランドへ侵攻したからであり、9月3日のダンバーの戦いで敗北した盟約派は体制を立て直そうとチャールズ2世の戴冠式を挙行したが、1651年9月3日のウスターの戦いでまたもスコットランド軍は共和国軍に敗れチャールズ2世は大陸へ亡命、打つ手を無くしたアーガイル侯ら盟約派は1652年に降伏しスコットランドとイングランドは合同された。アーガイル侯は共和国の下で生き延びたが1660年に王政復古で共和国が終焉、チャールズ2世が復帰した翌1661年に処刑され、モントローズ侯の遺体は集められて英雄とされた。現在は両者共にセント・ジャイルズ大聖堂で埋葬されている。
なお、爵位は息子ジェイムズ・グラハムが相続、曾孫の第4代侯爵ジェイムズ・グラハムは1707年のイングランド・スコットランド合同に際してイングランドからの取引に応じ合同を支持、公爵に昇叙された。